# 美国公民出生地原则
美国公民出生地原则（Birthright citizenship in the United States）指凡在美国领土和领地（包括波多黎各、关岛、美属维尔京群岛、北马里亚纳群岛等）出生的人都能自动成为美国公民。

## 自然出生与归化入籍
美国在确立公民身份时除了“出生地原则”（jus soli）之外，也有“血缘原则”（jus sanguinis）。比如，按照联邦法律，如果夫妇两人均为美国公民而且至少其中一人之前在美国居住过，那么他们的海外子女一出生即获得美国公民身份。针对其它情况，比如海外夫妇只有一方是美国公民或者美国公民在海外非婚生子，联邦政府制定了不同的规定，符合条件的子女一出生既为美国公民。
出生在美国的人以及虽然生在海外但因父母是美国人而在出生时即获得公民身份的人，都被视为“自然出生”（natural born）的美国公民。也有人把“自然出生”狭义地理解为在美国出生。美国宪法规定，只有自然出生的合众国公民才能担任美国总统和副总统。
除了“自然出生”的公民外，美国还有“归化”（naturalized）公民。外国人移民美国，符合一定要求，获得批准并宣誓入籍后，便成为归化公民。他们拥有和自然出生的美国公民一样的权利和义务，但是不能担任正副总统。

## 宪法第十四修正案
美国以出生地決定国籍的作法，承袭英国普通法，并于1868年明文写入憲法第十四修正案。在第十四修正案之前，美国最高法院曾在1857年判决说，从非洲贩运到美国的黑奴后代，即使出生在美国也不具备美国公民权利。后世历史和法律学者普遍认为，这项裁决是美国最高法院历史上最恶劣的判例之一。国会在内战结束后的“重建时期”通过的宪法第十四修正案推翻了这项判决。
第十四修正案第一款规定：任何在合众国出生或归化并受其管辖者，均为合众国及所居住州公民。（All persons born or naturalized in the United States, and subject to the jurisdiction thereof, are citizens of the United States and of the State wherein they reside.）

## 美国诉黄金德案
出生地原则在19世纪末排华运动期间又遇到一次考验。一对中國廣東台山夫妇在美国加州旧金山生下的儿子黄金德（Wong Kim Ark）1894年乘船返回中国探亲，这位餐馆厨师在1895年飘洋过海返回美国时被海关官员拘留。美国官员说，黄金德虽然出生在美国，但他的父母是中国清朝皇帝的子民，因此他也是中国公民，根据当时的排华法案，不得入境美国。
这起官司打到美国最高法院。1898年，美國大法官们以6对2票裁决说，黄金德出生在美国，而且他不是外交官或外国占领军成員的子女，受美国管辖，因此，按照美國憲法第十四修正案，他是美国公民。
“美国诉黄金德案”（United States v. Wong Kim Ark）的裁决巩固了出生地原则，外国父母在美国并受美国管辖时所生子女自动成为美国公民。

## 非法移民落地生子引修宪之争
按照出生地原则，非法移民在美国生下的孩子也自动获得美国公民身份。根据皮尤中心依据美国人口普查局数据所做的分析，2008年，在美国出生的婴儿有大约8%（也就是大约34万个孩子）为非法移民所生。很多力主控制移民的人士说，宪法第十四修正案当初是为了给予被解放的黑奴公民权利，如今却被非法移民利用了。还有人提到，在“合众国对黄金德案”中，黄金德出生时，他的父母在美合法留居，不是非法移民。
国会的一些共和党议员放话说，应该探讨修改宪法第十四修正案有关“出生地原则”的条款。
维护移民权利的人士指责修宪呼声是政治炒作。奥巴马政府官员说，争取修宪的做法是“错误的”。连一些支持打击非法移民的人也说，修宪既不现实也没必要，当务之急应该是改革移民法律并加强边界控制。
2018年11月，時任美國總統唐納·川普說將要以行政命令方式來取消美國屬地主義以遏制前述等相關問題。2025年1月20日，美国总统特朗普签署《保护美国公民身份的意义和价值》行政令，非法移民或持临时签证者在美出生的子女将不再自动获得美国公民身份，且强调宪法第十四修正案应解释为在合众国出生或归化且“受其管辖”者才是美国公民，“不受美国管辖”者应排除在出生公民权之外，再次引起关于宪法第十四修正案的争议。2025年6月27日，美国最高法院裁定，限制联邦法官阻止总统执行行政命令的权利，意即针对特朗普行政命令的联邦法官禁令只能在提起诉讼的原告州生效，不能在全国范围内生效。不過法官可以在集体诉讼中继续在全国范围内阻止特朗普政府的行政令。2025年7月10日，美国新罕布什尔州联邦地区法官做出判决，再次阻止特朗普政府实施意在推翻出生公民权的行政令。

## 相關
- 屬地主義
- 美国诉黄金德案
- 赴美生子
- 定錨嬰兒（英语：Anchor Baby）

## 外部連結
- 听众信箱：美国公民出生地原则 （页面存档备份，存于）

 本文全部或部分内容来自美国联邦政府所属的美国之音网站。根据版权条款（英文）和有关美国政府作品版权的相关法律，其官方发布的内容属于公有领域。